# Plës
Plës è una città della Russia europea centrale (oblast' di Ivanovo); appartiene amministrativamente al rajon Privolžskij.
Sorge sulla sponda destra del Volga, 71 chilometri a nordest del capoluogo Ivanovo.
Plës è una città fra le più antiche della zona, dal momento che il suo nome compare nelle cronache a partire dalla seconda metà del XII secolo.
Si ritiene sia stata fondata nel 1410 da Basilio I, figlio di Dmitrij Donskoj, come posto di frontiera della Moscovia, per poi ricevere il rango di città nel 1925.